# 托阿尔
托阿尔（法語：Thoard，法語發音：[tɔaʁ]）是法国上普罗旺斯阿尔卑斯省的一个市镇，位于该省中部，属于迪涅莱班区。

## 地理
托阿尔（44°8'59"N, 6°8'54"E）面积43.69 平方千米，位于法国普罗旺斯-阿尔卑斯-蓝色海岸大区上普罗旺斯阿尔卑斯省，该省份为法国东南部内陆省份，北起上阿尔卑斯省，西接沃克吕兹省，西北接德龙省，南至瓦尔省，东临滨海阿尔卑斯省，东北部与意大利接壤。
与托阿尔接壤的市镇（或旧市镇、城区）包括：巴拉斯、勒卡斯泰拉尔梅朗、尚泰西耶、迪涅莱班、昂特勒皮埃尔、加拉布尔河畔拉罗比讷、上迪伊、苏里布、沃洛讷。

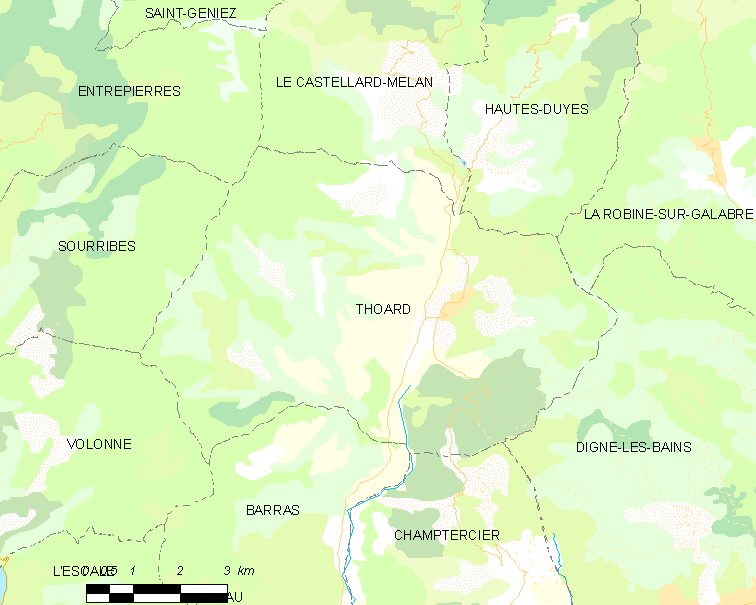
托阿尔的OSM定位图

托阿尔的时区为UTC+01:00、UTC+02:00（夏令时）。

## 行政
托阿尔的邮政编码为04380，INSEE市镇编码为04217。

## 政治
托阿尔所属的省级选区为迪涅莱班第一县。

## 人口

1962-2008年间托阿尔人口变化图示

托阿尔于2022年1月1日时的人口数量为741人。

## 交通
上普罗旺斯阿尔卑斯省省道D3线和D17线在托阿尔境内交汇。

## 人口
托阿尔人口变化图示
| 数据来源：INSEE |